# Tawacin
Tawacin, podtytuł Pismo Przyjaciół Indian – najstarszy w Polsce i najdłużej wychodzący środowiskowy kwartalnik poświęcony tubylczym ludom obu Ameryk, ukazujący się w latach 1985–2010. Początkowo kserograficzny biuletyn Polskiego Ruchu Przyjaciół Indian, od 1992 r. oficjalny kwartalnik, wydawany przez należące do Marka Maciołka Wydawnictwo „TIPI” z Wielichowa. Słowo „tawacin” pochodzi z języka Siuksów i oznacza „wiedzę, poznanie, mądrość”.

## Historia
Założony w 1985 r. w Poznaniu z inicjatywy wieloletnich uczestników PRPI: Wiesława Karnabala, Marka Maciołka i Marka Nowocienia, „Tawacin” początkowo był powielanym techniką kserograficzną przeglądem tematów bliskich subkulturze miłośników Indian, poradnikiem i przewodnikiem polskich indianistów oraz – przynajmniej w założeniach – „głosem Indian”, mającym przybliżać czytelnikom możliwie autentyczny wizerunek współczesnych Indian i ich przyjaciół, wolny od dominujących w Polsce klisz i stereotypów.
Z czasem stał się opiniotwórczym pismem o nakładzie ponad 500 egz., dostępnym m.in. w bibliotekach naukowych, empikach, księgarniach i prenumeracie. Był czytany i współredagowany zarówno przez polskich hobbystów – miłośników Indian, jak i przez studentów i profesjonalnych badaczy tubylczych ludów obu Ameryk (etnologów, amerykanistów, historyków, anglistów, kulturoznawców itp.).
Ogółem w latach 1985–2010 ukazało się 88 numerów kwartalnika, z tego 71 – w należącej do Marka Maciołka (od 1992 r. – także redaktora naczelnego pisma) jednoosobowej firmie z Wielichowa – Wydawnictwie „TIPI”. Na przełomie lat 2009/2010 ukazał się ostatni numer pisma.

## Charakter
Z kwartalnikiem – redagowanym przez Marka Maciołka (redaktora naczelnego i wydawcę), Marka Nowocienia (wieloletniego uczestnika PRPI), Mariusza Kairskiego (doktora etnologii z Uniwersytetu im. Adama Mickiewicza w Poznaniu) i Bartosza Hlebowicza (wolnego badacza, doktora etnologii po Uniwersytecie Jagiellońskim) – współpracowało grono profesjonalistów i hobbystów z kraju i zagranicy.
„Tawacin” krytykowano m.in. za stopniowe odchodzenie od lekkich form i tematów, wyrazisty styl i „autorską” linię programową (unikanie schematyzmu i komercji, ale też pisania szerzej o popularnie rozumianej „duchowości” i „tradycjonalizmie” Indian) oraz za rosnący z czasem dystans wobec niektórych form aktywności Ruchu i bezpośrednich działań wspierających Indian.

## Tematyka
Główna tematyka „Tawacinu” to dawne i współczesne życie indiańskich społeczności Ameryki Północnej i Ameryki Południowej (z przewagą USA i Kanady), ich historia, tradycyjna i współczesna kultura materialna i duchowa (religia, literatura, poezja, muzyka, film) oraz aktualne zjawiska i problemy tubylczych i wieloetnicznych społeczności obu Ameryk. Te ostatnie obejmowały opisywane w kwartalniku kwestie ochrony tubylczych kultur, tradycji, religii, języków, praw do ziem przodków i bogactw naturalnych, a także problematykę tubylczych ludów jako podmiotów prawa międzynarodowego, światowej wymiany gospodarczej i procesów związanych z postępującą globalizacją. Twórcy pisma dość konsekwentnie unikali prezentacji świata Indian w typowy dla innych mediów stereotypowy i rozrywkowy sposób oraz epatowania czytelników tanią sensacją, romantyką i egzotyką. Pozostawali w krytycznym stosunku wobec łączenia zainteresowań Indianami z filozofią typu „New Age”, negatywnie oceniali również naśladowanie elementów obcych tradycji („indiańskie” stroje, ozdoby, zabawy i obrzędy) oraz komercyjnej eksploatacji tubylczych kultur.
Twórcy pisma przywiązywali dużą wagę do tego, by zamieszczać w nim przede wszystkim artykuły i opinie samych Indian, ale sporą część pisma zajmowały także artykuły polskich autorów oraz przekłady publikacji specjalistów z zagranicy (w tym stałych współpracowników pisma z USA). Ograniczenia w bezpośrednim dostępie do informacji z obu Ameryk oraz niewielkie zaplecze organizacyjne, finansowe, intelektualne i marketingowe pismo starało się rekompensować prezentowaniem tematyki indiańskiej także z polskiego i europejskiego punktu widzenia. Dlatego „Tawacin” opisuje m.in. polskie prace badawcze na obu kontynentach amerykańskich, doświadczenia polskich podróżników ze spotkań z Indianami oraz obustronne kontakty międzykulturowe (w tym wyjazdy Polaków do rezerwatów i wizyty Indian w Polsce). Kwartalnik zamieszczał także relacje z imprez oraz recenzje książek, publikacji, filmów i albumów muzycznych o tematyce indiańskiej (tworzonych przez samych Indian lub powstających w Polsce) oraz listy i ogłoszenia czytelników.
Obok obszernych artykułów monograficznych, esejów, opowiadań, reportaży, wywiadów i recenzji, na kwartalnik składały się też takie stałe działy, jak:
- Jak to z nami jest (wstęp od Redakcji),
- Z Ziemi Indian (serwis informacyjny z obu Ameryk),
- Z zakurzonej półki (omówienia klasyki polskiej literatury „indiańskiej”),
- Różne oblicza tradycji,
- Dwie strony PRPI (najważniejsze wydarzenia w Polskim Ruchu Przyjaciół Indian),
- Felietony: „głos z Scheyechbi” (Andrew Wala) i „zwierzenia Cienia” (Marek Nowocień),
- Obyśmy nie zapomnieli (nekrologi znanych Indian),
- Galeria TAWACINU (ilustrowana kolorowa „rozkładówka”).

## Współpracownicy
Wśród stałych współpracowników kwartalnika „Tawacin” w jego końcowym okresie byli m.in.: Roman Bala, Marek Cichomski, dr Anna M. Czyż, Mirosław Dunin-Sulgostowski, prof. Bruce E. Johansen (USA), Dariusz Kachlak, dr Waldemar Kuligowski, Maciej Lewandowski, prof. Aleksander Posern-Zieliński, Ewa Sienkiewicz (USA), dr Beata Skwarska, Stanisława Stachniewicz-Chavez (Boliwia/USA), Aleksander Sudak, Kacper Świerk, Andrew J.R. Wala (USA), Ewa Wencel (Kanada) i Mariusz Wollny.